# Primario (medico)
Un primario è un medico che ha la responsabilità di un reparto, ovvero una posizione dirigenziale, presso un ospedale o un'altra istituzione.
In molte istituzioni, specie nei Paesi anglosassoni, è il titolo del medico più anziano (chief physician).

## In Italia
Nel sistema sanitario nazionale italiano il primario, noto anche come "dirigente di secondo livello" o "responsabile di unità operativa", è generalmente responsabile di questioni mediche ed è il superiore degli altri medici e dei medici in formazione specialistica che frequentino il reparto, di cui è figura di riferimento.
Si accede alla carica di primario previo superamento di un concorso, ma non è più necessario averne preventivamente l'idoneità.